# Зінове (Конотопський район)
Зі́нове — село в Україні, у Конотопському районі Сумської області. Населення становить 313 осіб. До 2018 орган місцевого самоврядування — Зінівська сільська рада.

## Географія
Село Зінове знаходиться на правому березі річки Сейм, вище за течією на відстані 2 км розташоване село Пересипки, нижче за течією на відстані 1 км розташоване село Харівка, на протилежному березі — село Дич. Річка в цьому місці звивиста, утворює лимани, стариці і заболочені озера. Поруч проходить автомобільна дорога Т 1908.

## Історія
Село постраждало внаслідок геноциду українського народу, проведеного урядом СССР в 1932–1933 роках.
12 червня 2020 року, відповідно до розпорядження Кабінету Міністрів України № 723-р «Про визначення адміністративних центрів та затвердження територій територіальних громад Сумської області», село увійшло до складу Путивльської міської громади.
19 липня 2020 року, в результаті адміністративно-територіальної реформи та ліквідації Путивльського району, увійшло до складу новоутвореного Конотопського району.

## Населення

### Мова
Розподіл населення за рідною мовою за даними :
| Мова       | Кількість | Відсоток |
| ---------- | --------- | -------- |
| російська  | 197       | 62.94%   |
| українська | 116       | 37.06%   |
| Усього     | 313       | 100%     |